# Тисеон
Тисеон (на гръцки: Τισαίον), още Тисео (на гръцки: Τισαίο) е планинско възвишение в южната част на полуостров Магнезия в Гърция. Най-висок връх е Ѐвзонос (на гръцки: Εύζωνος) с височина 644 m.

## Географска характеристика

### Положение, граници, големина
Тисеон е разположен в източната част на полуостров Трикери, част от по-големия полуостров Магнезия и огражда Пагасетийския залив от юг.
Масивът има издължено линейно било с ориентация изток-запад, дължина 12 km и средна ширина 3 km. На запад малка седловина отделя Тисеон от крайните части на полуостров Трикери, където е разположен едноименния град. На изток е всечен заливът Андриами. Северните склонове на планината се спускат стръмно към Пагасетийския залив, където се вдава нос Маратя и оформя два малки залива – Трикери и Лимнионас. Южните склонове на Тисеон са много стръмни и оформят три добре изразени носа – Айос Ватос, Вати и Грива. Между тях са заливите Канапица и Пурнари.
Южните склонове на Тисеон и бреговете на остров Евбея затварят широкия 10 km проток Трикери. През него се осъществят основните морски връзки между градовете Ламия, Лариса и Волос, и Бяло море.

## История
През 208 г. пр. Хр. по време на Първата Македонска война цар Филип V разполага войските си в тесалийска Скотуса, противопоставяйки се на римляните в опитите им да завладеят Евбея и проливите около нея. Той следи движението им чрез система от кули за светлинна сигнализация, изградени на височината Тисеон, във Фокида, Евбея и на Пепарет (античен Скопелос).